# 野洲川大橋
野洲川大橋（やすがわおおはし）は、滋賀県野洲市と栗東市間の野洲川両端を結ぶ国道8号の橋梁。
国道8号にある橋であり、上流側には名神高速道路の野洲川橋、下流側には東海道新幹線の野洲川橋梁が架かっている。

## 概要
鋼桁鉄筋コンクリート橋で、1979年時点では滋賀県内の国道で架橋された橋の中では最長であった。橋長413.6 m（メートル）、幅員8.0 m。

## 歴史
現在橋が架かっている位置はかつて野洲川の歩渡り場として往来が盛んであったが、中世からは中山道が下流側を通るようになっていた。国道の改修に伴い、1956年（昭和31年）に橋が架けられ、1957年（昭和32年）3月に開通したことで往来が復活した。